# Lista localităților din Slovenia (L)
Lista localităților din Slovenia care încep cu litera  L.
Lista localităților:
A -
B -
C -
Č -
D -
E -
F -
G -
H -
I -
J -
K -
L -
M -
N -
O -
P -
R -
S -
Š -
T -
U -
V -
Z -
Ž
| Localitate                  | Comună                         | Imagine |
| --------------------------- | ------------------------------ | ------- |
| Labinje                     | Comuna Cerkno                  |         |
| Labor                       | Comuna urbană Koper            |         |
| Lačaves                     | Comuna Ormož                   |         |
| Lačja vas                   | Comuna Nazarje                 |         |
| Lačna Gora                  | Comuna Oplotnica               |         |
| Ladja                       | Comuna Medvode                 |         |
| Ladra                       | Comuna Kobarid                 |         |
| Lahomno                     | Comuna Laško                   |         |
| Lahomšek                    | Comuna Laško                   |         |
| Lahonci                     | Comuna Ormož                   |         |
| Lahov Graben                | Comuna Laško                   |         |
| Lahovče                     | Comuna Cerklje na Gorenjskem   |         |
| Lahovna                     | Comuna urbană Celje            |         |
| Lahovo                      | Comuna Bloke                   |         |
| Lajše                       | Comuna Gorenja vas - Poljane   |         |
| Lajše                       | Comuna Železniki               |         |
| Lancova vas pri Ptuju       | Comuna Videm                   |         |
| Lancova vas                 | Comuna Videm                   |         |
| Lancovo                     | Comuna Radovljica              |         |
| Landek                      | Comuna Vojnik                  |         |
| Landol                      | Comuna Postojna                |         |
| Lanišče                     | Comuna Škofljica               |         |
| Laniše                      | Comuna Gorenja vas - Poljane   |         |
| Laniše                      | Comuna Kamnik                  |         |
| Laporje                     | Comuna Slovenska Bistrica      |         |
| Laporje                     | Comuna Velike Lašče            |         |
| Laseno                      | Comuna Kamnik                  |         |
| Lasigovci                   | Comuna Dornava                 |         |
| Lastnič                     | Comuna Podčetrtek              |         |
| Lastomerci                  | Comuna Gornja Radgona          |         |
| Lašče                       | Comuna Borovnica               |         |
| Lašče                       | Comuna Žužemberk               |         |
| Laše                        | Comuna Šmarje pri Jelšah       |         |
| Laška vas pri Štorah        | Comuna Štore                   |         |
| Laška vas                   | Comuna Laško                   |         |
| Laški Rovt                  | Comuna Bohinj                  |         |
| Laško                       | Comuna Laško                   |         |
| Latkova vas                 | Comuna Prebold                 |         |
| Lavrica                     | Comuna Škofljica               |         |
| Lavrovec                    | Comuna Logatec                 |         |
| Lavtarski Vrh               | Comuna urbană Kranj            |         |
| Laze nad Krko               | Comuna Ivančna Gorica          |         |
| Laze pri Borovnici          | Comuna Borovnica               |         |
| Laze pri Boštanju           | Comuna Sevnica                 |         |
| Laze pri Dolskem            | Comuna Dol pri Ljubljani       |         |
| Laze pri Domžalah           | Comuna Domžale                 |         |
| Laze pri Dramljah           | Comuna Šentjur                 |         |
| Laze pri Gobniku            | Comuna Litija                  |         |
| Laze pri Gorenjem Jezeru    | Comuna Cerknica                |         |
| Laze pri Kostelu            | Comuna Kostel                  |         |
| Laze pri Oneku              | Comuna Kočevje                 |         |
| Laze pri Predgradu          | Comuna Kočevje                 |         |
| Laze pri Vačah              | Comuna Litija                  |         |
| Laze v Tuhinju              | Comuna Kamnik                  |         |
| Laze                        | Comuna Brežice                 |         |
| Laze                        | Comuna Gorenja vas - Poljane   |         |
| Laze                        | Comuna Logatec                 |         |
| Laze                        | Comuna urbană Novo mesto       |         |
| Laze                        | Comuna urbană Velenje          |         |
| Laze                        | Comuna Velike Lašče            |         |
| Lazec                       | Comuna Cerkno                  |         |
| Lazec                       | Comuna Loški potok             |         |
| Lazina                      | Comuna Žužemberk               |         |
| Laziše                      | Comuna Laško                   |         |
| Lazna                       | Comuna urbană Nova Gorica      |         |
| Laznica                     | Comuna Cerkno                  |         |
| Laznica                     | Comuna urbană Maribor          |         |
| Laže                        | Comuna Divača                  |         |
| Lažiše                      | Comuna Dobje                   |         |
| Ledeča vas                  | Comuna Šentjernej              |         |
| Ledina                      | Comuna Sevnica                 |         |
| Ledine                      | Comuna Idrija                  |         |
| Ledinek                     | Comuna Sveta Ana               |         |
| Ledinica                    | Comuna Žiri                    |         |
| Ledinske Krnice             | Comuna Idrija                  |         |
| Ledinsko Razpotje           | Comuna Idrija                  |         |
| Legen                       | Comuna urbană Slovenj Gradec   |         |
| Lehen na Pohorju            | Comuna Podvelka                |         |
| Lekmarje                    | Comuna Šmarje pri Jelšah       |         |
| Lemberg pri Novi Cerkvi     | Comuna Vojnik                  |         |
| Lemberg pri Šmarju          | Comuna Šmarje pri Jelšah       |         |
| Lemerje                     | Comuna Puconci                 |         |
| Lenart nad Lušo             | Comuna Škofja Loka             |         |
| Lenart pri Gornjem Gradu    | Comuna Gornji Grad             |         |
| Lenart v Slovenskih Goricah | Comuna Lenart                  |         |
| Lendava                     | Comuna Lendava                 |         |
| Lendavske Gorice            | Comuna Lendava                 |         |
| Lepa Njiva                  | Comuna Mozirje                 |         |
| Lepena                      | Comuna Bovec                   |         |
| Lepence                     | Comuna Bohinj                  |         |
| Lepi Vrh                    | Comuna Bloke                   |         |
| Lesce                       | Comuna Radovljica              |         |
| Lesično                     | Comuna Kozje                   |         |
| Leskovca                    | Comuna Laško                   |         |
| Leskovec pri Krškem         | Comuna Krško                   |         |
| Leskovec v Podborštu        | Comuna Sevnica                 |         |
| Leskovec                    | Comuna urbană Celje            |         |
| Leskovec                    | Comuna Ivančna Gorica          |         |
| Leskovec                    | Comuna urbană Novo mesto       |         |
| Leskovec                    | Comuna Slovenska Bistrica      |         |
| Leskovica pri Šmartnem      | Comuna Šmartno pri Litiji      |         |
| Leskovica                   | Comuna Gorenja vas - Poljane   |         |
| Lesno Brdo                  | Comuna Vrhnika                 |         |
| Lesno Brdo                  | Comuna Horjul                  |         |
| Lešane                      | Comuna Apače                   |         |
| Leščevje                    | Comuna Ivančna Gorica          |         |
| Leše                        | Comuna Litija                  |         |
| Leše                        | Comuna Prevalje                |         |
| Leše                        | Comuna Tržič                   |         |
| Lešje                       | Comuna Majšperk                |         |
| Lešje                       | Comuna Vojnik                  |         |
| Lešnica                     | Comuna urbană Novo mesto       |         |
| Lešnica                     | Comuna Ormož                   |         |
| Lešniški Vrh                | Comuna Ormož                   |         |
| Lešnjake                    | Comuna Cerknica                |         |
| Letenice                    | Comuna urbană Kranj            |         |
| Letuš                       | Comuna Braslovče               |         |
| Levanjci                    | Comuna Destrnik                |         |
| Levec                       | Comuna Žalec                   |         |
| Levič                       | Comuna Slovenska Bistrica      |         |
| Levpa                       | Comuna Kanal                   |         |
| Levstiki                    | Comuna Ribnica                 |         |
| Libanja                     | Comuna Ormož                   |         |
| Libeliče                    | Comuna Dravograd               |         |
| Libeliška Gora              | Comuna Dravograd               |         |
| Libelj                      | Comuna Krško                   |         |
| Liberga                     | Comuna Šmartno pri Litiji      |         |
| Libna                       | Comuna Krško                   |         |
| Liboje                      | Comuna Žalec                   |         |
| Libušnje                    | Comuna Kobarid                 |         |
| Ličenca                     | Comuna Slovenske Konjice       |         |
| Lig                         | Comuna Kanal                   |         |
| Limbarska Gora              | Comuna Moravče                 |         |
| Limbuš                      | Comuna urbană Maribor          |         |
| Limovce                     | Comuna Vransko                 |         |
| Lindek                      | Comuna Vojnik                  |         |
| Lipa pri Frankolovem        | Comuna Vojnik                  |         |
| Lipa                        | Comuna Beltinci                |         |
| Lipa                        | Comuna Dobrepolje              |         |
| Lipa                        | Comuna Lukovica                |         |
| Lipa                        | Comuna Miren - Kostanjevica    |         |
| Lipa                        | Comuna Zreče                   |         |
| Lipce                       | Comuna Jesenice                |         |
| Lipe                        | Comuna urbană Ljubljana        |         |
| Lipica                      | Comuna Sežana                  |         |
| Lipica                      | Comuna Škofja Loka             |         |
| Lipje                       | Comuna urbană Velenje          |         |
| Liplje                      | Comuna Kamnik                  |         |
| Liplje                      | Comuna Postojna                |         |
| Lipni Dol                   | Comuna Laško                   |         |
| Lipnica                     | Comuna Radovljica              |         |
| Lipnik                      | Comuna Trebnje                 |         |
| Lipoglav                    | Comuna Slovenske Konjice       |         |
| Lipovci                     | Comuna Beltinci                |         |
| Lipovec pri Kostelu         | Comuna Kostel                  |         |
| Lipovec pri Škofji vasi     | Comuna urbană Celje            |         |
| Lipovec                     | Comuna Ribnica                 |         |
| Lipovec                     | Comuna Semič                   |         |
| Lipovec                     | Comuna Šmarje pri Jelšah       |         |
| Lipovšica                   | Comuna Sodražica               |         |
| Lipsenj                     | Comuna Cerknica                |         |
| Lisec                       | Comuna Tolmin                  |         |
| Lisec                       | Comuna Trebnje                 |         |
| Lisjaki                     | Comuna Komen                   |         |
| Litija                      | Comuna Litija                  |         |
| Litmerk                     | Comuna Ormož                   |         |
| Livek                       | Comuna Kobarid                 |         |
| Livold                      | Comuna Kočevje                 |         |
| Livške Ravne                | Comuna Kobarid                 |         |
| Ljubečna                    | Comuna urbană Celje            |         |
| Ljubež v Lazih              | Comuna Litija                  |         |
| Ljubgojna                   | Comuna Horjul                  |         |
| Ljubično                    | Comuna Poljčane                |         |
| Ljubija                     | Comuna Mozirje                 |         |
| Ljubinj                     | Comuna Tolmin                  |         |
| Ljubljana                   | Comuna urbană Ljubljana        |         |
| Ljubnica                    | Comuna Vitanje                 |         |
| Ljubno ob Savinji           | Comuna Ljubno                  |         |
| Ljubno                      | Comuna Radovljica              |         |
| Ljubstava                   | Comuna Videm                   |         |
| Ljutomer                    | Comuna Ljutomer                |         |
| Lobček                      | Comuna Grosuplje               |         |
| Lobnica                     | Comuna Ruše                    |         |
| Loče                        | Comuna Brežice                 |         |
| Loče                        | Comuna urbană Celje            |         |
| Loče pri Poljčanah          | Comuna Slovenske Konjice       |         |
| Ločica ob Savinji           | Comuna Polzela                 |         |
| Ločica pri Vranskem         | Comuna Vransko                 |         |
| Ločič                       | Comuna Trnovska vas            |         |
| Ločki Vrh                   | Comuna Benedikt                |         |
| Ločki Vrh                   | Comuna Destrnik                |         |
| Log Čezsoški                | Comuna Bovec                   |         |
| Log nad Škofjo Loko         | Comuna Škofja Loka             |         |
| Log pod Mangartom           | Comuna Bovec                   |         |
| Log pri Brezovici           | Comuna Log - Dragomer          |         |
| Log pri Mlinšah             | Comuna Zagorje ob Savi         |         |
| Log pri Polhovem Gradcu     | Comuna Dobrova - Polhov Gradec |         |
| Log pri Vrhovem             | Comuna Radeče                  |         |
| Log pri Žužemberku          | Comuna Trebnje                 |         |
| Log v Bohinju               | Comuna Bohinj                  |         |
| Log                         | Comuna Kranjska Gora           |         |
| Log                         | Comuna Lukovica                |         |
| Log                         | Comuna Rogatec                 |         |
| Log                         | Comuna Ruše                    |         |
| Log                         | Comuna Sevnica                 |         |
| Log                         | Comuna Mokronog - Trebelno     |         |
| Logarji                     | Comuna Velike Lašče            |         |
| Logarovci                   | Comuna Križevci                |         |
| Logarska Dolina             | Comuna Solčava                 |         |
| Logaršče                    | Comuna Tolmin                  |         |
| Logatec                     | Comuna Logatec                 |         |
| Logje                       | Comuna Kobarid                 |         |
| Lohača                      | Comuna Postojna                |         |
| Loje                        | Comuna Tolmin                  |         |
| Loka pri Dobrni             | Comuna Dobrna                  |         |
| Loka pri Framu              | Comuna Rače - Fram             |         |
| Loka pri Mengšu             | Comuna Mengeš                  |         |
| Loka pri Zidanem Mostu      | Comuna Sevnica                 |         |
| Loka pri Žusmu              | Comuna Šentjur                 |         |
| Loka                        | Comuna urbană Koper            |         |
| Loka                        | Comuna Starše                  |         |
| Loka                        | Comuna Šentjernej              |         |
| Loka                        | Comuna Tržič                   |         |
| Lokanja vas                 | Comuna Slovenska Bistrica      |         |
| Lokarje                     | Comuna Šentjur                 |         |
| Lokavci                     | Comuna Gornja Radgona          |         |
| Lokavec                     | Comuna Ajdovščina              |         |
| Lokavec                     | Comuna Laško                   |         |
| Lokavec                     | Comuna Sveta Ana               |         |
| Loke pri Mozirju            | Comuna Mozirje                 |         |
| Loke pri Planini            | Comuna Šentjur                 |         |
| Loke pri Zagorju            | Comuna Zagorje ob Savi         |         |
| Loke v Tuhinju              | Comuna Kamnik                  |         |
| Loke                        | Comuna Krško                   |         |
| Loke                        | Comuna urbană Nova Gorica      |         |
| Loke                        | Comuna Straža                  |         |
| Loke                        | Comuna Tabor                   |         |
| Lokev                       | Comuna Sežana                  |         |
| Lokovec                     | Comuna urbană Nova Gorica      |         |
| Lokovica                    | Comuna Prevalje                |         |
| Lokovica                    | Comuna Šoštanj                 |         |
| Lokovina                    | Comuna Dobrna                  |         |
| Lokrovec                    | Comuna urbană Celje            |         |
| Lokve pri Dobrniču          | Comuna Trebnje                 |         |
| Lokve                       | Comuna Črnomelj                |         |
| Lokve                       | Comuna Krško                   |         |
| Lokve                       | Comuna urbană Nova Gorica      |         |
| Lokvica                     | Comuna Miren - Kostanjevica    |         |
| Lom nad Volčo               | Comuna Gorenja vas - Poljane   |         |
| Lom pod Storžičem           | Comuna Tržič                   |         |
| Lom                         | Comuna Mežica                  |         |
| Lomanoše                    | Comuna Gornja Radgona          |         |
| Lome                        | Comuna Idrija                  |         |
| Lomno                       | Comuna Krško                   |         |
| Lončarjev Dol               | Comuna Sevnica                 |         |
| Lončarovci                  | Comuna Moravske Toplice        |         |
| Lopaca                      | Comuna Šentjur                 |         |
| Lopar                       | Comuna urbană Koper            |         |
| Lopata                      | Comuna urbană Celje            |         |
| Lopata                      | Comuna Žužemberk               |         |
| Lopatnik pri Velenju        | Comuna urbană Velenje          |         |
| Lopatnik                    | Comuna urbană Velenje          |         |
| Loperšice                   | Comuna Ormož                   |         |
| Lormanje                    | Comuna Lenart                  |         |
| Loška Gora pri Zrečah       | Comuna Zreče                   |         |
| Loška Gora                  | Comuna Radeče                  |         |
| Loška vas                   | Comuna Dolenjske Toplice       |         |
| Lovnik                      | Comuna Poljčane                |         |
| Lovranovo                   | Comuna Bloke                   |         |
| Lovrenc na Dravskem Polju   | Comuna Kidričevo               |         |
| Lovrenc na Pohorju          | Comuna Lovrenc na Pohorju      |         |
| Lovsko Brdo                 | Comuna Gorenja vas - Poljane   |         |
| Lozice                      | Comuna Vipava                  |         |
| Lož                         | Comuna Loška Dolina            |         |
| Ložane                      | Comuna Pesnica                 |         |
| Lože                        | Comuna Laško                   |         |
| Lože                        | Comuna Vipava                  |         |
| Ložec                       | Comuna Osilnica                |         |
| Ložina                      | Comuna Podlehnik               |         |
| Ložnica pri Žalcu           | Comuna Žalec                   |         |
| Ložnica                     | Comuna Makole                  |         |
| Ložnica                     | Comuna urbană Velenje          |         |
| Lucija                      | Comuna Piran                   |         |
| Lucova                      | Comuna Gornji Petrovci         |         |
| Lučarjev Kal                | Comuna Ivančna Gorica          |         |
| Luče                        | Comuna Grosuplje               |         |
| Luče                        | Comuna Luče                    |         |
| Lučine                      | Comuna Gorenja vas - Poljane   |         |
| Ludranski Vrh               | Comuna Črna na Koroškem        |         |
| Lukačevci                   | Comuna Moravske Toplice        |         |
| Lukanja                     | Comuna Slovenska Bistrica      |         |
| Lukavci                     | Comuna Križevci                |         |
| Lukini                      | Comuna urbană Koper            |         |
| Lukovec                     | Comuna Komen                   |         |
| Lukovec                     | Comuna Litija                  |         |
| Lukovec                     | Comuna Sevnica                 |         |
| Lukovek                     | Comuna Trebnje                 |         |
| Lukovica pri Brezovici      | Comuna Log - Dragomer          |         |
| Lukovica pri Domžalah       | Comuna Lukovica                |         |
| Lunovec                     | Comuna Ormož                   |         |
| Lupinica                    | Comuna Šmartno pri Litiji      |         |
| Lušečka vas                 | Comuna Poljčane                |         |
| Lutrje                      | Comuna Šentjur                 |         |
| Lutrško Selo                | Comuna urbană Novo mesto       |         |
| Lutverci                    | Comuna Apače                   |         |
| Luža                        | Comuna Trebnje                 |         |
| Lužarji                     | Comuna Velike Lašče            |         |
| Luže                        | Comuna Šenčur                  |         |

Lista localităților:
A -
B -
C -
Č -
D -
E -
F -
G -
H -
I -
J -
K -
L -
M -
N -
O -
P -
R -
S -
Š -
T -
U -
V -
Z -
Ž